# مزرعة بصفور
مزرعة بصفور هي إحدى القرى اللبنانية من قرى قضاء النبطية في محافظة النبطية.

## الموقع
تقع على مقربة من بلدة أنصار في محافظة النبطية (لبنان)، وتتبع لها إداريا مع أنها مستقلة عقاريا

## المرافق العامة والخدمات
تكثر فيها الكسارات التي تستخرج الصخر من الجبال وتحوّله إلى الحصى